# Porto da Lagoa (Lagoa)

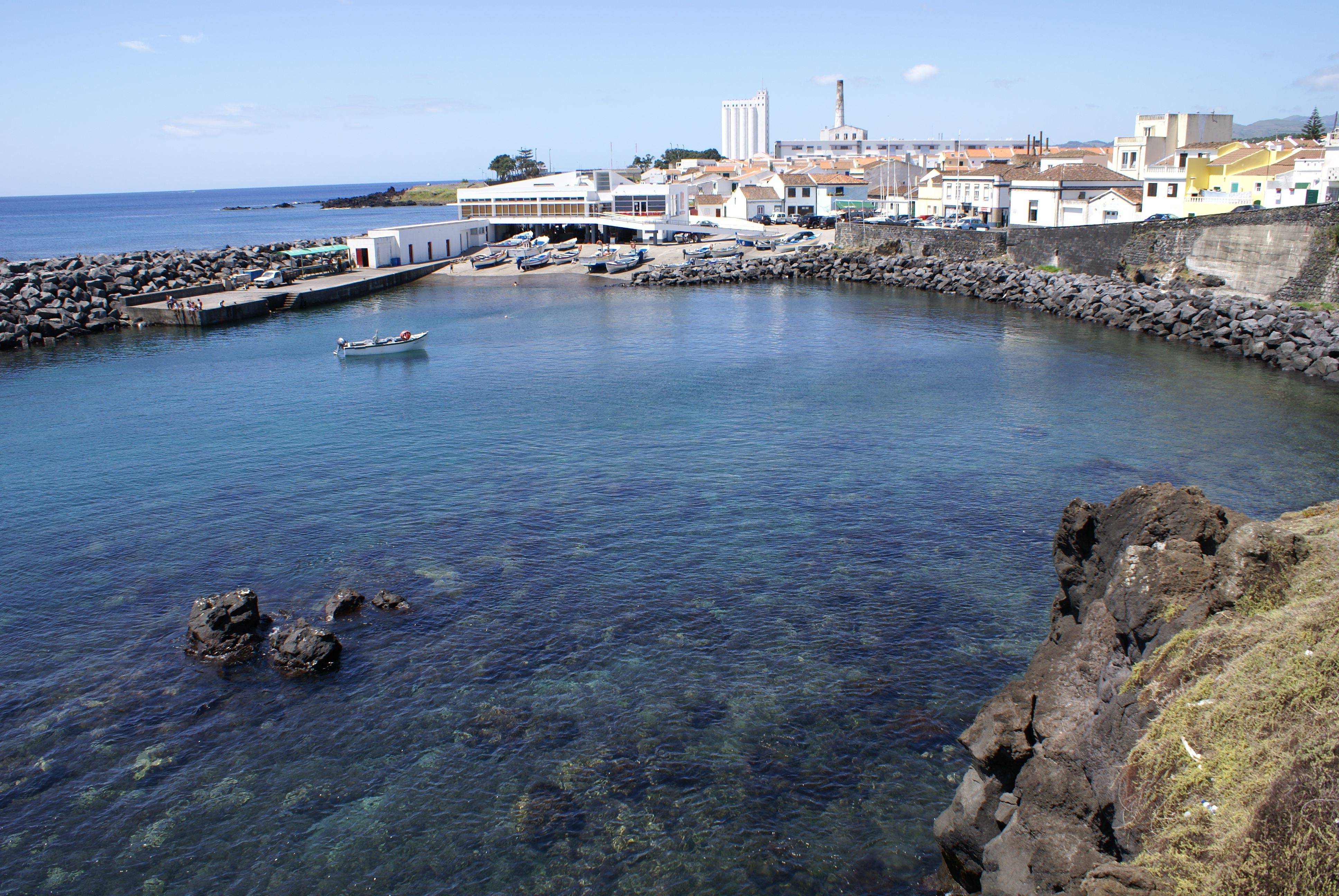
Porto da Lagoa, vista parcial, foto feita do Miradouro do Castelo.

O Porto da Lagoa (Lagoa) também chamado de Porto dos Carneiros é uma infra-estrutura portuária localizada na cidade da Lagoa, ilha de São Miguel, arquipélago dos Açores.
Este porto estabelece ligações com outros portos da ilha de São Miguel apesar de ser uma infra-estrutura essencialmente piscatória.
As principais ligações marítimas deste porto são feitas com o Porto de Ponta Delgada e com o Porto de Vila Franca do Campo.
É um porto de águas pouco profundas dotado de doca destinada a abrigo dos ventos dominantes.
A fundação desta estrutura portuária é bastante antiga visto que século XVIII já existia o Forte da Vila da Lagoa, construído com o fim de proteger as entradas e saídas de embarcações neste porto e frequentes ataques de corsários e piratas.